# Tamara Tenenbaum
Tamara Tenenbaum (Buenos Aires, 1989) és una escriptora i periodista argentina.

## Biografia
Criada en una llar jueva ortodoxa, la seva infància va transcórrer al barri Once de la Balvanera, on encara hi viu la seva mare. El seu pare va morir en l'atemptat a l'AMIA quan ella tenia 5 anys.
A la Universitat de Buenos Aires va llicenciar-se en Filosofia, on treballa ara com a docent. A més, és professora a la Universidad Nacional de las Artes. També exerceix com a periodista literària i cultural a mitjans com Infobae, La Nación, Anfibia, Orsai i Vice, entre d'altres.
En 2018 va ser guardonada amb el Premi Ficciones organitzat pel Ministeri de Cultura de l'Argentina pel seu llibre Nadie vive tan cerca de nadie. En l'àmbit literari se la considera una dona que intenta transitar la vida a través de vincles sincers, lliures i respectuosos. En una quarta onada d'un feminisme massificat, veus com la de Tenenbaum s'entreteixeixen amb profunditat entre dones que experimenten sensibilitats que alcen la veu.

## Obra publicada
- Reconocimiento de terreno.  Buenos Aires: Pánico el Pánico, 2017.
- El fin del amor. Amor y follar en el siglo XXI.  Buenos Aires: Ariel, 2019.[7][8]
- Nadie vive tan cerca de nadie, 2020.[9]
- Todas nuestras maldiciones se cumplieron.  Barcelona: Seix Barral, 2022. ISBN 978-84-322-3952-6.[10]